# 北美足球聯會
北美足球聯會（North American Football Confederation）成立於 1946 年，是管理北美足球運動的管理機構。 1961年，北美足球聯會與中美洲和加勒比海足球聯會 (Confederación Centroamericana y del Caribe de Fútbol) 合併，成立中北美洲及加勒比海足球協會（CONCACAF）。北美足球聯會曾經於1947年及1949年舉辦北美足球錦標賽，1990年隸屬CONCACAF的北美洲足球聯盟再次主辦北美足球錦標賽。

## 成員國
以下國家曾經北美足球聯會的成員國
- 加拿大
- 古巴
- 墨西哥
- 美国

## 外部鏈接
- NAFC, CCCF and CONCACAF Championships （页面存档备份，存于）